# Vidio
Vidio là một dịch vụ phát trực tuyến video có trụ sở tại Indonesia được thành lập vào ngày 15 tháng 9 năm 2014.Trước đây thuộc sở hữu của Kreatif Media Karya,hiện thuộc sở hữu của Surya Citra Media, cả hai đều là công ty con của Elang Mahkota Teknologi (Emtek).